# Paul Hubrecht
Paul François Hubrecht (Leiden, 8 juli 1880 - Den Haag, 18 februari 1929) was een Nederlandse geoloog, zoon van de zoöloog Ambrosius Hubrecht (1853-1915) en Johanna Maria Molewater (1853-1937).
Aan het begin van de twintigste eeuw werd Hubrecht landelijk bekend door zijn deelname aan twee wetenschappelijke expedities naar het onbekende Centrale Bergland van Nederlands-Nieuw-Guinea die tot doel hadden de met sneeuw bedekte Wilhelminatop (nu Puncak Trikora) te beklimmen: de Derde Zuid-Nieuw-Guinea-expeditie (1912-1913) en de Centraal-Nieuw-Guinea-expeditie (1920-1922). Beide expedities slaagden erin de top te bereiken en Hubrecht was daarmee de enige Nederlander die twee keer kort na elkaar de eeuwige sneeuw van Nieuw-Guinea betrad.
Later werd Hubrecht directeur van de Maatschappij tot Exploitatie der Suikerondernemingen en Cultuurondernemingen te Nederlands-Indië. Hij was een kleinzoon van de neef van Henri François Rudolf Hubrecht, die in 1910 samen met Jacob Theodoor Cremer de initiatiefnemer was tot de oprichting van de Vereeniging Koloniaal Instituut en die in Amsterdam een magistraal Koloniaal Instituut wilde neerzetten. Dat werd in 1926 opgeleverd en door Koningin Wilhelmina officieel geopend. Het Koloniaal Instituut is de voorganger van het huidige Koninklijk Instituut voor de Tropen dat in hetzelfde gebouw aan de Mauritskade gehuisvest is gebleven.
Hubrecht was een aangetrouwde oom van Freddy Heineken.

## Selecte bibliografie
- 'Beknopt geologisch en meteorologisch verslag der 3e Zuid N. Guinea-expeditie 1912-1913', in: Bulletin van de Maatschappij ter bevordering van het Natuurkundig Onderzoek der Nederlandsche Koloniën 68, 1913, pp. 37–51.
- 'Uittreksel uit het meteorologisch dagboek op de Bergtocht der Sneeuwgebergte Expeditie 1911-1912', in: Natuurkundig Tijdschrift voor Nederlandsch-Indië 72, 1914, pp. 226–263.

- Gemeinsame Normdatei: 117034770
- Virtual International Authority File: 62315962
- WorldCat: E39PBJth7PydGqr9rqPWdfV3cP